# Avior Regional
Avior Regional fue una aerolínea de Venezuela miembro del Grupo Avior, creada en 2012 con el objetivo de cubrir las rutas anteriormente operadas por Avior Airlines. Tiene su sede principal en la ciudad de Barinas, en los llanos del país. Desde el 2 de diciembre de 2016, suspende sus operaciones comerciales.

## Historia
En el año 2012, después de la quiebra y posterior restauración de Avior Airlines que tuvo lugar entre 2007 y 2009, ejecutivos de la empresa proponen la creación de una filial regional que cubra la demanda a todos los destinos anteriormente operados por Avior Airlines. Así nace ese mismo año «Avior Regional», iniciando el proceso de certificación en el último trimestre de 2014, siendo finalmente autorizada a iniciar operaciones en el primer trimestre de 2015.

## Inicio de operaciones
El 11 de marzo de 2015 a las 9:43 AM (Hora Local Venezolana) Aterriza el Vuelo RGR510 en el Aeropuerto Nacional Antonio Nicolás Briceño de la Ciudad de Valera, Trujillo Convirtiéndose así en el Primer Vuelo de esta Nueva línea Aérea Venezolana.

## Flota
La flota de Avior Regional a finales de diciembre de 2016 estaba conformada por:

## Suspensión de vuelos
Desde el 2 de diciembre de 2016 no presta operaciones comerciales, precisó que la suspensión temporal obedece a una reestructuración con el propósito de mejorar la conectividad aérea de regiones a las cuales ofrecía servicios Barinas y Valera.

### Antiguos Destinos
- Venezuela
  - Barinas, Barinas / Aeropuerto Luisa Cáceres de Arismendi; frecuencia: Lunes y Viernes N° de Vuelo: RGR100
  - Caracas, Distrito Capital / Aeropuerto Internacional de Maiquetía Simón Bolívar; frecuencia: Lunes, Martes, Jueves, Viernes Y Domingo N° de Vuelos: RGR101 y RGR111
  - Valera, Trujillo / Aeropuerto Nacional Antonio Nicolás Briceño  frecuencia Martes, Jueves y Domingo N° de Vuelo: RGR110

### Destinos no concretados
Para expandir rutas entre Maracaibo, Valencia y Barcelona (leer).
- Barcelona
- Maracaibo
- Valencia
- Carúpano
- Colombia (leer[4])
  - Barranquilla / Aeropuerto Internacional Ernesto Cortissoz Desde Maracaibo
  - Riohacha / Aeropuerto Internacional Almirante Padilla Desde Maracaibo
- Curazao (leer[4])
  - Willemstad / Aeropuerto Internacional Hato Desde Maracaibo